# Пермская операция (1918—1919)
Пе́рмская опера́ция (1918—1919) — успешная наступательная операция Русской армии по занятию Кунгура и Перми, и частично успешное контрнаступление Красной армии.

## Планы сторон
2 ноября 1918 года командующий войсками Директории генерал В. Г. Болдырев подготовил директиву о наступлении Екатеринбургской группы Сибирской армии с целью овладения Пермью, выхода на рубеж реки Кама для последующего флангового удара «по противнику, наступающему на Уфу». После рассмотрения плана операции, Колчак лично утвердил директиву.
В ноябре 1918 года части 3-й армии РККА, удерживавшие фронт протяженностью 400 км, испытывали недостаток продовольствия, зимнего обмундирования и обуви. Сильные морозы (до −30 °C), недостаток топлива и транспорта затрудняли действия войск.
Тем не менее, советское военное командование планировало перейти в наступление на Восточном фронте 30 ноября 1918 года.
- 3-я армия (командарм М. М. Лашевич, 24,8 тыс. штыков; 3,6 тыс. сабель; 96 орудий; 442 пулемётов) должна была наступать на Екатеринбург[1];
- 2-я армия (командарм В. И. Шорин, 8,7 тыс. штыков; 820 сабель; 43 орудия; 240 пулемётов) должна была наступать на Красноуфимск[1];

## Наступление Екатеринбургской группы Сибирской армии
Екатеринбургская и Прикамская группы Сибирской армии (ком. генерал-майор П. П. Иванов-Ринов), общей численностью 68,5 тыс. штыков; 5,2 тыс. сабель; 70 орудий и 230 пулемётов действовали на пермском и ижевском направлении против 2-й и 3-й армий красных, численностью 33,5 тыс. штыков; 4,5 тыс. сабель; 139 орудий; 682 пулемёта.
29 ноября 1918 года, упредив наступление красных на сутки, в наступление перешла Екатеринбургская группа Сибирской армии (1-й Средне-Сибирский армейский корпус ген. майора А. Н. Пепеляева и 2-я чешская пехотная дивизия), численностью около 45 тыс. штыков и сабель, которая нанесла тяжелое поражение 3-й армии РККА, прорвала фронт и начала стремительное наступление на Кунгур и Пермь.
30 ноября 1918 года 29-я стрелковая дивизия (РККА) была выбита со станция Выя, начался отход к станциям Калино и Чусовая. 14 декабря 1918 года Екатеринбургская группа белых вышла на рубеж Чусовской завод — Кунгур.
С целью уменьшить давление противника на 3-ю армию, 2-я армия красных (8,7 тыс. штыков, 820 сабель, 43 орудия, 240 пулемётов) перешла в наступление против Прикамской группы Сибирской армии в общем направлении на Красноуфимск, но развивалось оно медленно и не смогло оттянуть на себя значительных сил сибирцев с пермского направления.
Войска 3-й армии красных попытались на рубеже р. Чусовая остановить наступление Екатеринбургской группы, но вследствие больших потерь (до 50 % личного состава) и неустойчивости армейских частей продолжили отход на Кунгур и Пермь.
Преследуя развалившуюся 3-ю армию, корпус ген. Пепеляева 15 декабря 1918 года занял станции Калино и Чусовая. 21 декабря 1918 года взял Кунгур. В ночь с 24 на 25 декабря 1918 года части Сибирской армии вошли в Пермь. Красные оставили город без боя и по линии железной дороги начали отход на Глазов. Среди отличившихся белогвардейских частей можно отметить штурмовой батальон 1-го Средне-Сибирского корпуса.
Сибирцы, форсировав с ходу Каму, захватили на её правом берегу обширный плацдарм. Возникла угроза захвата ими Вятки и крушения левого фланга Восточного фронта красных. Большевиками началась мобилизация всех сил для стабилизации обстановки на фронте. В целом, 2-й армии, наступавшей на Красноуфимск для отвлечения сил Сибирской армии от Перми, были переданы два полка из 5-й армии и одна бригада 7-й стрелковой дивизии РККА (из резерва главнокомандующего).
24 декабря 1918 года приказом А. В. Колчака из Екатеринбургской и Прикамской войсковых групп (в составе 1-го Средне-Сибирского корпуса, 3-го Степного Сибирского корпуса, Воткинской дивизии и Красноуфимской бригады) была образована новая Сибирская армия, временное командование которой было поручено генералу Р. Гайде.
Однако, в успешное наступление Екатеринбургской группы Сибирской армии на Пермь-Вятку неожиданно вмешалась ситуация на фронте Поволжской группы Народной армии, которая, отступая под натиском 5-й армии красных, 31 декабря 1918 года оставила Уфу, что создало угрозу левому флангу и тылу Сибирской армии.
6 января 1919 года Верховный Главнокомандующий адмирал Колчак отдал директиву № 779 о переходе Сибирской армии к обороне и переброске части её сил в район Уфы.
8—10 января 1919 года интенсивность боевых действий на линии фронта снизилась, имели место только бои местного значения.
ЦК РКП(б) была создана комиссия для расследования причин сдачи Перми и поражения на Восточном фронте, которая начала работу 5 января 1919 года. Среди причин катастрофы под Пермью комиссия назвала плохое снабжение 3-й армии и развал фронтового тыла, отсутствие твёрдого командования, деятельность агентуры противника, проникшей в штаб 3-й армии. Расследование получило дополнительный импульс после того, как в одном из боёв под Селянкой был взят в плен адъютант штаба дивизии Сибирской армии, у которого оказалась карта с нанесённой дислокацией частей РККА. После этого происшествия была вскрыта группа офицеров штаба 3-й армии, которые передавали Колчаку важные сведения о состоянии 3-й армии, дислокации её частей и планировании операций. Руководителем организации являлся бывший полковник русской армии Каргальский, занимавший пост начальника автомобильного управления армии, а полковник Куков, поручик Ельцов и поручик Карагодин сумели проникнуть в разведотдел 3-й армии.
В телеграмме главнокомандующего РККА И. И. Вацетиса, направленной в декабре 1918 года на имя В. И. Ленина, была названа ещё одна причина поражения: действия члена Совета обороны Л. Б. Красина, который отменил приказ И. И. Вацетиса о отправке винтовок Восточному фронту, не поставив в известность главнокомандующего РККА. В результате, отправка винтовок была задержана на 7—8 дней.

## Контрнаступление 2-й и 3-й армий РККА
В середине января командование Восточным фронтом РККА подготовило контрнаступление с целью вернуть Пермь и Кунгур под свой контроль. Удары на Пермь наносили: с юга — 2-я армия (18,5 штыков и сабель) и с запада — 3-я армия (20,6 тыс. штыков и сабель), вспомогательный удар на Красноуфимск — ударная группа 5-й армии (4 тыс. штыков).
19-го января 1919 года в контрнаступление перешли 2-я армия и ударная группа 5-й армии, а 21-го января — 3-я армия. Однако, отсутствие превосходства в силах, поспешность в подготовке наступления и разновременность его начала (19 и 21 января) не позволили 2-й и 3-й армиям выполнить поставленные им задачи. В результате к 28 января 2-я армия продвинулась на 20—40 км, а 3-я армия — на 10—20 км, ударная группа 5-й армии — на 35—40 км.
Не сумев прорвать фронт Сибирской армии, красные войска перешли к обороне.

## Итоги
В результате наступления Сибирская армия полностью разгромила 3-ю армию красных и овладела Пермью и Кунгуром. Однако, взятие 5-й армией красных Уфы сорвало планы командования Сибирской армии развить наступление на Вятку и выйти во фланг и тыл, наступавшей на Урал группировки большевиков.
Сибирская армия была вынуждена перейти к обороне и отражать, в свою очередь, контрнаступление Красной армии.